# 4720 Tottori
4720 Tottori (1990 YG) là một tiểu hành tinh vành đai chính được phát hiện ngày 19 tháng 12 năm 1990 bởi Seiji Ueda và Hiroshi Kaneda ở Kushiro.